# Volo Execuflight 1526
Il volo Execuflight 1526 (numero di volo EFT1526, indicativo di chiamata ZIPLINE 1526) era un collegamento charter nazionale operato da Execuflight dall'aeroporto di Dayton all'aeroporto Internazionale di Akron-Fulton operato il 10 novembre 2015 da un British Aerospace BAe 125-700A, un jet executive. Durante l'avvicinamento finale ad Akron, i piloti persero il controllo del loro aereo, che cadde in una zona residenziale, esplodendo. Tutti e nove gli occupanti dell'aereo morirono nell'incidente, così come bruciò completamente il velivolo e la casa in cui era caduto.

## L'aereo
Il velivolo coinvolto era un British Aerospace BAe 125-700A (noto anche come Hawker 700) costruito nel 1979, con numero di serie del produttore 257072 e numero di serie del modello NA0252. Il BAe 125 era stato inizialmente registrato da un proprietario privato con il numero di registrazione N700HS. Dopo esser passato a diversi altri proprietari, spesso cambiando il suo codice di registrazione, l'11 marzo 2010 venne acquistato dalla Rais Group International NC LLC, venendo affittato ad Execuflight.
Il business jet bimotore era equipaggiato con due motori turbogetto Garrett TFE731-3-1H. Al momento dell'incidente, l'aereo aveva accumulato un totale di 14 948 ore di volo, pari a 11 075 decolli e atterraggi.

## Passeggeri ed equipaggio
Sul volo coinvolto nell'incidente erano imbarcati sette passeggeri dipendenti dell'azienda immobiliare Pebb Enterprises di Boca Raton, in Florida. A bordo era presente un equipaggio di due persone, composto dal comandante colombiano Andrés Chavez (40 anni) e dal primo ufficiale italiano Renato Marchese (50 anni). Non erano presenti assistenti di volo. Il comandante era stato assunto il 4 giugno 2015. Vantava un'esperienza di volo di 6.170 ore, di cui 3.414 ore come pilota ai comandi. Sul suo ruolino figuravano 1 020 ore di esperienza di volo sugli Hawker 700, di cui 670 come pilota in comando. Il primo ufficiale era stato assunto da Execuflight il 1 giugno 2015. Aveva 4 382 ore di esperienza di volo, 3 200 delle quali aveva servito come pilota in comando. La sua esperienza di volo sull'Hawker 700 era di 482 ore, tutte sotto il ruolo di primo ufficiale.

## L'incidente
L'Hawker 700 N237WR era stato prenotato per un volo di due giorni, che avrebbe dovuto consistere in sette scali. L'aereo era decollato il giorno prima alle 06:50 con i due piloti e sette passeggeri a bordo da Fort Lauderdale, in Florida. Da lì passarono presso gli scali di Saint Paul, Minnesota, Moline, Illinois, e St. Louis, Missouri, prima di atterrare a Cincinnati, Ohio, alle 19:55. Il giorno successivo, l'Hawker partì da Cincinnati alle 11:12 arrivando a Dayton alle 11:35. Lì, alle 13:30, il comandante compilò un piano di volo che prevedeva un volo della durata di 34 minuti secondo le regole del volo strumentale a un'altitudine di 17 000 piedi (5 200 m) e ad una velocità di 382 nodi (707 km/h). Il comandante Chavez dovette quindi rifornire di carburante i due serbatoi posti nelle ali, informando il controllore alle 13:49 che le porte erano chiuse e che erano pronti a partire. Il velivolo decollò dalla pista 20 di Dayton alle 14:13 e poco dopo prese contatto con il controllo del traffico aereo di Indianapolis, che aveva dato il permesso di salire a 17 000 piedi (5 200 m). Contrariamente alla pratica informale della compagnia per i voli con passeggeri a bordo, l'aereo era pilotato dal primo ufficiale Marchese e il volo era supervisionato dal comandante Chavez. Quando il business jet si trovò in fase di avvicinamento strumentale alla pista 25 dell'aeroporto di Akron, i piloti chiesero informazioni sulle condizioni meteorologiche ad Akron. Poiché avevano sintonizzato la radio sulla frequenza sbagliata, ricevettero le previsioni del tempo a Lancaster, per l'aeroporto di Fairfield County, 108 miglia a sud-ovest dalla loro destinazione.
Quando i piloti notarono che le condizioni meteorologiche erano molto peggiori del previsto, il primo ufficiale Marchese, il cui compito avrebbe dovuto essere quello di condurre il briefing di avvicinamento, chiese a Chávez di leggerlo. I piloti discussero poi di un avvicinamento alla pista 25. Il controllo del traffico aereo di Indianapolis ordinò all'equipaggio di sorvolare il faro HUUVR a un'altitudine di 9 000 piedi (2 700 m) e di contattare il controllo del traffico aereo di Cleveland. I piloti proseguirono quindi nella loro discussione sull'avvicinamento alla pista 25. In quel momento, mentre l'aereo stava scendendo a quota 13 500 piedi (4 100 m), un passeggero entrò nella cabina di pilotaggio per parlare con i piloti. Lo informarono che poteva trattenersi qualche minuto, ma che poi doveva tornare a sedersi perché erano impegnati nella discesa.
Mentre il business jet si stava avvicinando ad Akron, ai suoi piloti fu chiesto di rallentare l'avvicinamento perché un modello leggero Piper PA-28-161 doveva atterrare sulla stessa pista. L'equipaggio dell'Hawker venne incaricato di modificare la rotta, ridurre la velocità e rimanere a un'altitudine di 3 000 piedi (910 m). Dopo l'atterraggio, l'equipaggio del Piper, che comprendeva un istruttore di volo con uno studente pilota che doveva esercitarsi con l'avvicinamento in caso di maltempo, riferì che la visibilità "era al limite" (ovvero che la visibilità minima necessaria all'avvicinamento c'era).
Dopo un avvicinamento instabile, persero il controllo del velivolo. L'aereo rollò bruscamente a sinistra tranciando delle linee elettriche prima di schiantarsi contro una palazzina al 3042 di Mogadore Road a 3 200 metri dalla soglia della pista alle 14:53 ora locale, prendendo fuoco. Il jet andò completamente distrutto nell'impatto e dal fuoco. I sette passeggeri e i due membri dell'equipaggio persero la vita. Anche la casa rimase completamente bruciata, e in seguito dovette essere demolita. Nessuno rimase ferito a terra.

## Le indagini
L'indagine fu complicata dal fatto che il BAe 125 era dotato solo di un registratore vocale in cabina di pilotaggio, mentre quello dei dati di volo era assente poiché non era obbligatorio per gli aerei passeggeri con meno di 10 posti a sedere. Gli investigatori videro un marcato solco immediatamente davanti all'edificio contro cui si era schiantato il velivolo, dal quale furono in grado di concludere che l'aereo era entrato in contatto col terreno con la punta dell'ala sinistra. Gli investigatori stabilirono anche che gli ipersostentatori erano completamente dispiegati a 45 gradi. Gli investigatori recuperarono dal sito dello schianto un indicatore dell'angolo di attacco, che mostrava l'angolo d'attacco nella zona rossa al momento dell'impatto, indicando che si era verificato uno stallo aerodinamico.
Durante la valutazione dei documenti di bordo, trovati pressoché ancora intatti sul luogo dell'incidente, risultò che non avevano analizzato l'unità di potenza ausiliaria (APU), sebbene gli investigatori l'avessero trovata durante l'esame dei detriti. Calcolarono che l'APU pesava 300 libbre (circa 136 kg). Secondo i documenti l'aereo era stato rifornito con 3.701 kg di carburante, mentre i piloti avevano registrato un peso totale di 3.492 kg. I calcoli mostrarono che, contrariamente al diario di bordo, il peso reale era leggermente superiore a quello segnato di 130 chilogrammi. Si stabilì che la velocità dell'aereo era scesa a 98 nodi (181 km/h) durante l'ultima tappa del volo, arrivando nell'area dove erano entrati in stallo. Analizzando i dati radar, gli investigatori scoprirono che i piloti avevano aspettato più di due minuti, dopo aver ricevuto il via libera, prima di iniziare la discesa, e quindi, non essendo più sul normale sentiero di discesa, a scendere al doppio della velocità prevista. Invece di avviare un mancato avvicinamento avevano tentato di recuperare aumentando la velocità, portando l'aereo ad un avvicinamento instabile. Prima avevano abbassato il carrello d'atterraggio e ridotto notevolmente la spinta per non andare troppo veloci. La velocità relativa scese così da 175 nodi (324 km/h) a 140 nodi (260 km/h), e poco dopo a 120 nodi (220 km/h). Un confronto con le conversazioni del registratore di suoni mostrò che la discesa era stata ritardata perché i piloti stavano discutendo sul fatto che il loro velivolo stesse volando troppo lentamente per l'avvicinamento. Il comandante Chávez espresse le proprie preoccupazioni per il possibile stallo dell'aereo, mentre il primo ufficiale Marchese credeva di andare abbastanza veloce. Quando Marchese si rese conto che avevano superato il punto da cui iniziare una discesa ottimale, dispiegò completamente i flap, provocando una rapida perdita di quota. Mentre il comandante stava esaminando la check-list per l'atterraggio, si interruppe prima di finirla, esprimendo preoccupazione per la traiettoria di volo irregolare dell'aereo e per la ripida discesa di 2 000 piedi (610 m) al minuto mentre erano a soli 500 piedi (150 m) da terra.
Le registrazioni e le interviste con i colleghi dei piloti misero in evidenza che dovevano essere entrambi molto stanchi al momento dell'incidente, poiché le notti precedenti avevano dormito in media solo circa 6 ore a notte. Portarono l'aereo al di sotto dell'altitudine di volo minima di 473 piedi (144 m) e, sebbene riuscissero a vedere terra, non potevano ancora vedere la pista. Durante la ricerca della pista, non si accorsero che la velocità relativa era scesa a 98 nodi (181 km/h), provocando lo stallo.
Leggendo i registri di addestramento dei due piloti, risultò che il comandante era stato licenziato dal suo precedente datore di lavoro per non essersi presentato all'addestramento. Anche il primo ufficiale era stato licenziato dal suo vecchio lavoro a causa delle scarse prestazioni nell'addestramento. Il presidente di Execuflight disse di essere a conoscenza delle carenze dei due piloti, ma che aveva comunque deciso di assumerli. Il comandante era stato assunto per la sua elevata esperienza con il BAe 125 e dopo che il presidente si era convinto delle sue capacità durante dei voli di prova effettuati prima dell'assunzione. Il primo ufficiale era stato assunto sulla base della raccomandazione di un pilota della compagnia aerea e, anche in questo caso, gli era bastato un volo di prova per convincersi della sua esperienza. Non era stato fatto alcun tentativo per contattare i precedenti datori di lavoro dei piloti, onde informarsi sui loro eventuali deficit. Fu inoltre riscontrato che, sebbene i piloti avessero ricevuto un'ulteriore formazione sulla gestione delle risorse dell'equipaggio, in conformità con i requisiti di legge, questa misura era stata eseguita in modo completamente inadeguato dalla compagnia aerea.

## Nella cultura di massa
L'incidente del volo 1526 della Execuflight è stato analizzato nel secondo episodio della ventunesima stagione del documentario Indagini ad alta quota, intitolato "Atterraggio letale" e trasmesso dal National Geographic Channel il 11 aprile 2021.